# ماكسيم بارداتشوف
ماكسيم بارداتشوف (بالبيلاروسية: Максім Аляксандравіч Бардачоў)‏ (مواليد 18 يونيو 1986 في كوستوفيتشي) لاعب كرة قدم بيلاروسي دولي يجيد اللعب في خط الوسط . يلعب حاليا لصالح نادي أف سي باتي بوريس البيلاروسي منذ 2009 .